# NGC 6699
NGC 6699 је спирална галаксија у сазвежђу Паун која се налази на NGC листи објеката дубоког неба.
Деклинација објекта је - 57° 19' 14" а ректасцензија 18h 52m 1,9s. Привидна величина (магнитуда) објекта NGC 6699 износи 11,9 а фотографска магнитуда 12,7. NGC 6699 је још познат и под ознакама ESO 183-21, AM 1847-572, IRAS 18477-5722, PGC 62512.